# 연무마이스터고등학교
연무마이스터고등학교(鍊武마이스터高等學校)는 대한민국 충청남도 논산시 연무읍 마산리에 있는 공립 고등학교이다.

## 학교 연혁
- 1967년 3월 13일 : 연무대공업고등학교 개교
- 1977년 7월 19일 : 연무대기계공업고등학교로 교명 변경
- 1992년 6월 24일 : 특수목적고등학교로 교육부 지정
- 2011년 3월 17일 : 자동차부품제조분야 마이스터고 지정(4차)
- 2012년 3월 1일 : 학칙변경 15학급(자동차소재가공과 6학급, 자동차금형과 3학급, 자동차전장제어과 6학급)
- 2012년 3월 5일 : 2012학년도 마이스터고 개교 및 제1기 입학식(100명)
- 2021년 9월 1일 : 제19대 지홍기 교장 취임
- 2022년 1월 7일 : 2021학년도 마이스터고 제8기 졸업식(85명, 총졸업생 14,093명)
- 2023년 1월 5일 : 제54회 마이스터고 제9기 졸업식(85명)
- 2023년 3월 1일 : 연무마이스터고등학교로 교명 변경
- 2024년 3월 4일 : 제58회 마이스터고 제13기 입학식(84명)
- 2025년 1월 10일 : 제55회 마이스터고 제9기 졸업식(63명)
- 2025년 3월 4일 : 2025학년도 마이스터고 제14기 입학식(81명)

## 설치 학과
- 미래자동차부품가공과
- 미래자동차금형과
- 미래자동차전기전자과

## 참고 자료
- 연무마이스터고등학교 - 한국교육학술정보원 학교알리미